# Moiano
Moiano är en ort och kommun i provinsen Benevento i regionen Kampanien i Italien. Kommunen hade 4 099 invånare (2017).